# 언어 능력
언어능력은 언어 수행과 구별되어, 한 언어의 체계, 즉 문법 규칙, 어휘, 언어의 모든 조각들과 이 조각들이 어떻게 서로 맞는가에 대한 인간의 기저 지식이다. 언어능력과 구분되는 언어수행은 실제의 표현(말하기, 쓰기) 또는 언어적 사건에 대한 이해(듣기, 읽기)이다.

## 촘스키
노엄 촘스키는 '언어능력이란 화자가 언어에 관해서 알고 있는 것, 문법적으로 옳은 문장을 만들어 내는 화자의 모든 능력을 나타낸다. 실제의 발화는 언어수행(linguistic performance)에 불과한 것이다. 그는 모국어를 말하는 사람은 그의 언어를 말하고 이해하는 능력의 기초를 이루는 규칙의 집합을 내재화하고 있다.'고 한다. 인간은 무한히 많은 수의 문장을 만들고 이해한다. 과거에 한번도 들어본 적이 없는 문장을 말할 수 있고 또 들어서 이해할 수 있다. 따라서, 인간의 언어능력은 이론상 무한히 많은 수의 문장과 무한히 긴 문장을 만들고 이해할 수 있는 창조적인 것이다. 촘스키에게 있어서 언어학자의 임무는 화자가 언어에 관해서 알고 있는 것, 즉 언어능력에 대한 특성을 파악하는 것이지, 화자가 언어를 다루는 것, 즉 언어수행에 대한 특성을 파악하는 것이 아니다. 또한 그는 언어수행을 연구하기 위해서 여러 요인의 상호작용을 고려해야 하지만 청-화자의 기저 언어능력을 가장 중요하게 여긴다.
촘스키의 표준이론에 의하면 언어능력은 모국어 화자가 실제로 하는 발화에 있는 것이 아니라 오히려 그 언어에 관한 지식과 관계가 있다. 따라서 실제 발화는 언어수행에 불과한 것이다. 이 이론에 따르면 모어(母語) 화자들은 그 언어를 말하고 이해하는 능력의 기저를 이루는 규칙의 집합을 내재화하고 있는 셈이라고 한다. 영어 모어 화자가 무의식적으로 규칙을 내재화하는 한 예로, linger와 singer, anger와 hanger를 살펴 볼 수 있다. 앞의 단어를 잘 들어보면 짝지어진 두 낱말의 발음이 다르다는 것을 알 수 있다. Linger와 anger는 〔g〕가 있는 것처럼 발음되는데, 이 〔g〕소리는 singer와 hanger에서는 들리지 않는다. 이러한 짝지어진 낱말을 더 살펴보면, 하나의 규칙이 드러나는데, 한 낱말이 동사의 어미 –er에 붙어서 만들어지게 되면 〔g〕소리가 나지 않는다는 것이다. 그렇지않은 경우에는〔g〕소리가 난다. 이 규칙은 화자가 언어학자나 언어교사가 아니면 의식하고 있지 않는 규칙인데, 예를 들어 bringer와 같은 단어를 접하게 되면, 영어 화자는 자동적으로〔g〕소리 없이 발음한다. 이러한 현상의 원인은 이 단어가 동사에 어미 –er이 붙어서 된 형태를 보이기 때문이다. Longer와 같은 단어에서는〔g〕소리를 쓰는데, 그 이유는 long이 동사가 아니기 때문이다.
또한 인간은 무한한 문장을 만들고 이해한다. “The young orangutan strummed the old red banjo.”와 같은 문장을 영어 모어화자 중에서 한 번도 들어 본 적이 없는 사람도 듣거나 읽음으로써 이해 가능하다. 즉, 과거에 한 번도 들어 본 적이 없는 문장을 말할 수 있고, 또 들어서 이해할 수 있다는 것이다. 따라서 인간의 언어능력은 이론상 무한히 많은 수의 문장과 무한히 긴 문장을 만들고 이해할 수 있는 창조적인 면을 포함하고 있다.
그런데 인간은 어떤 일을 할 수 있는 능력은 있으면서도 여러 가지 이유로 그 능력을 제대로 수행하지 못하게 되는 경우가 있게 마련인데, “Dogs chase the cats that ate rats which ate cheese.”처럼 관계대명사절이 여러번 겹쳐진 영어 문장은, 영어 모어 화자도 듣고 이해하는 데 어려움을 느낀다고 한다. 그러나 이러한 문장을 실제로 써 놓고 앞뒤 문맥을 따라 가다 보면 관계대명사가 상당히 많은 문장도 이해할 수 있다. 이처럼 실제로는 관계사절이 많은 문장을 이해할 수 있지만 기억력의 제한으로 이해하는 데 곤란을 느끼게 된다. 따라서 실제의 언어수행과 언어능력은 꼭 일치하는 것은 아니다. 따라서 언어학자는 화자가 말하는 말을 관찰함으로써 언어능력을 조사할 수도 있지만, 개개인의 언어수행의 일부인 실제의 발화는 그 자체가 조사의 대상이 아니며 그것은 언어능력에 대한 증거의 일부가 될 뿐이다.
전술한 내용 즉, 모어 화자가 지니고 있는 내재화된 언어능력을 추상적으로 체계화한 것이 바로 촘스키가 제안한 심층구조이다. 또한 문법은 이러한 언어능력이라는 무의식적인 인간고유의 실재를 형식화한 것이다. 촘스키는 언어능력이 화자가 언어에 관해서 알고 있는 것으로 보았는데, 여기서 더 발전되어 언어능력은 문법적으로 옳은 문장을 만들어 내는 화자의 모든 능력을 나타내는 동시에 여러 가지 언어 사용을 다루는 능력을 나타낸다.

## 같이 보기
- 의사소통능력